# Johann Alexander Thiele

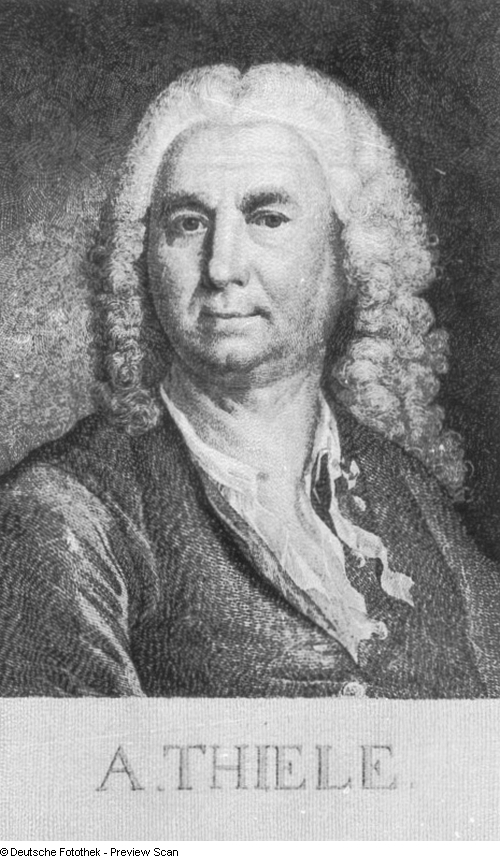
Johann Alexander Thiele, von Christian Gottlieb Geyser

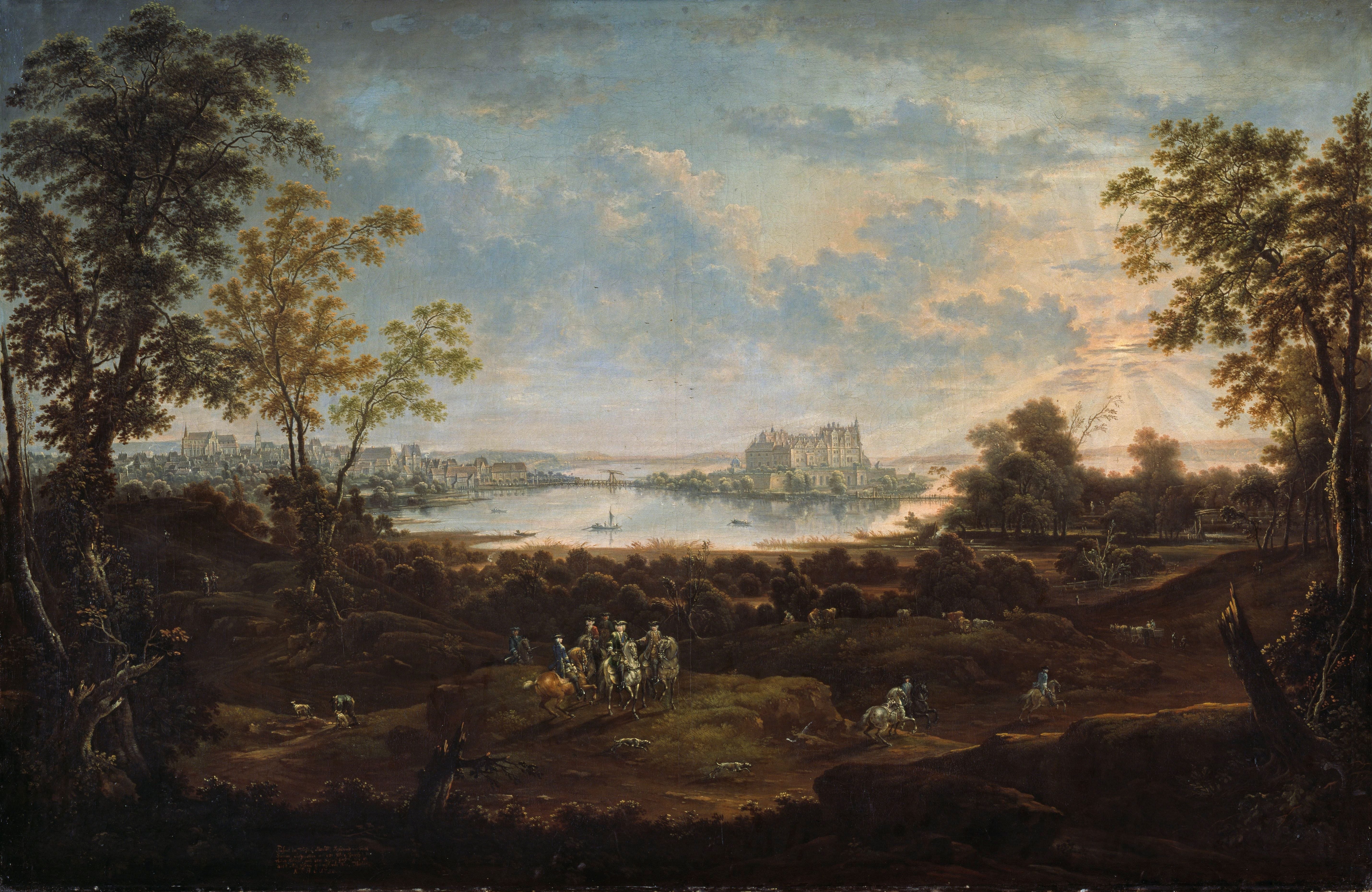
Ansicht von Schwerin über den Burgsee (um 1750)

Johann Alexander Thiele (* 26. März 1685 in Erfurt; † 22. Mai 1752 in Dresden) war ein deutscher Maler und Radierer.

## Leben und Wirken

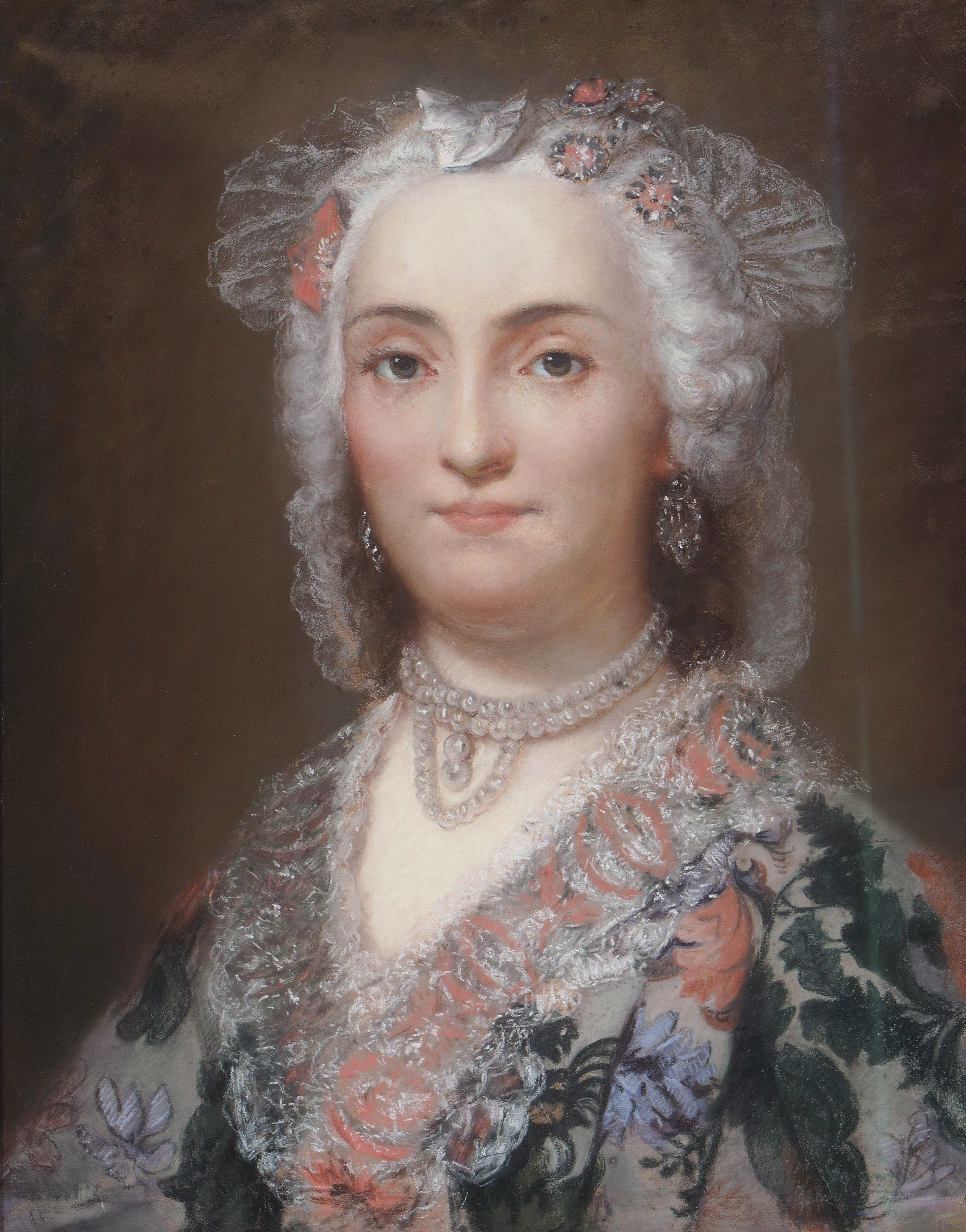
Dorothea Sophia Thiele, nach Anton Raphael Mengs

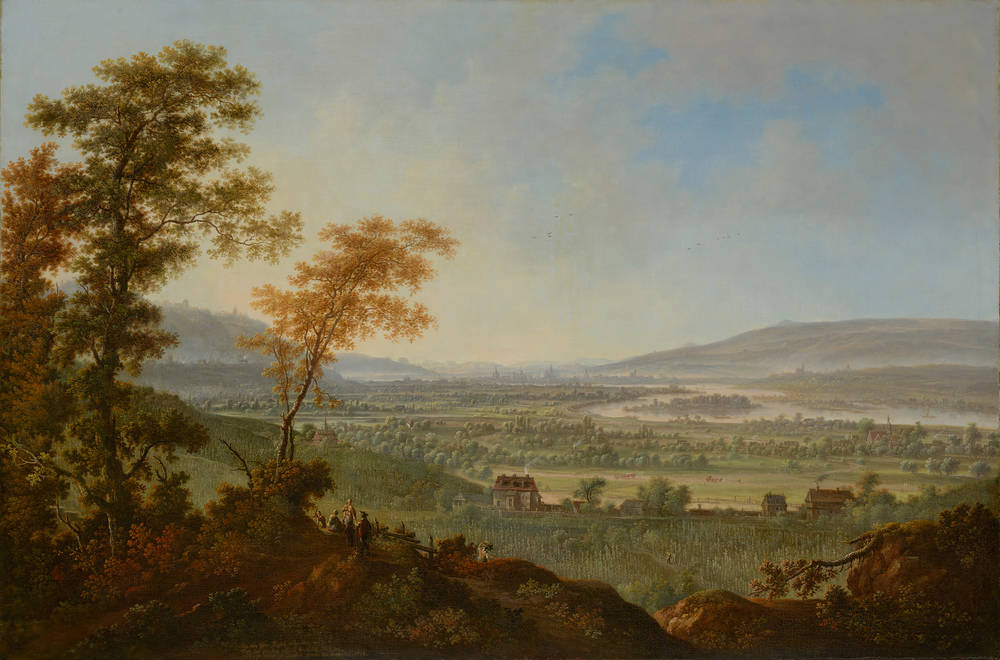
Blick von den Lößnitzhöhen auf Dresden

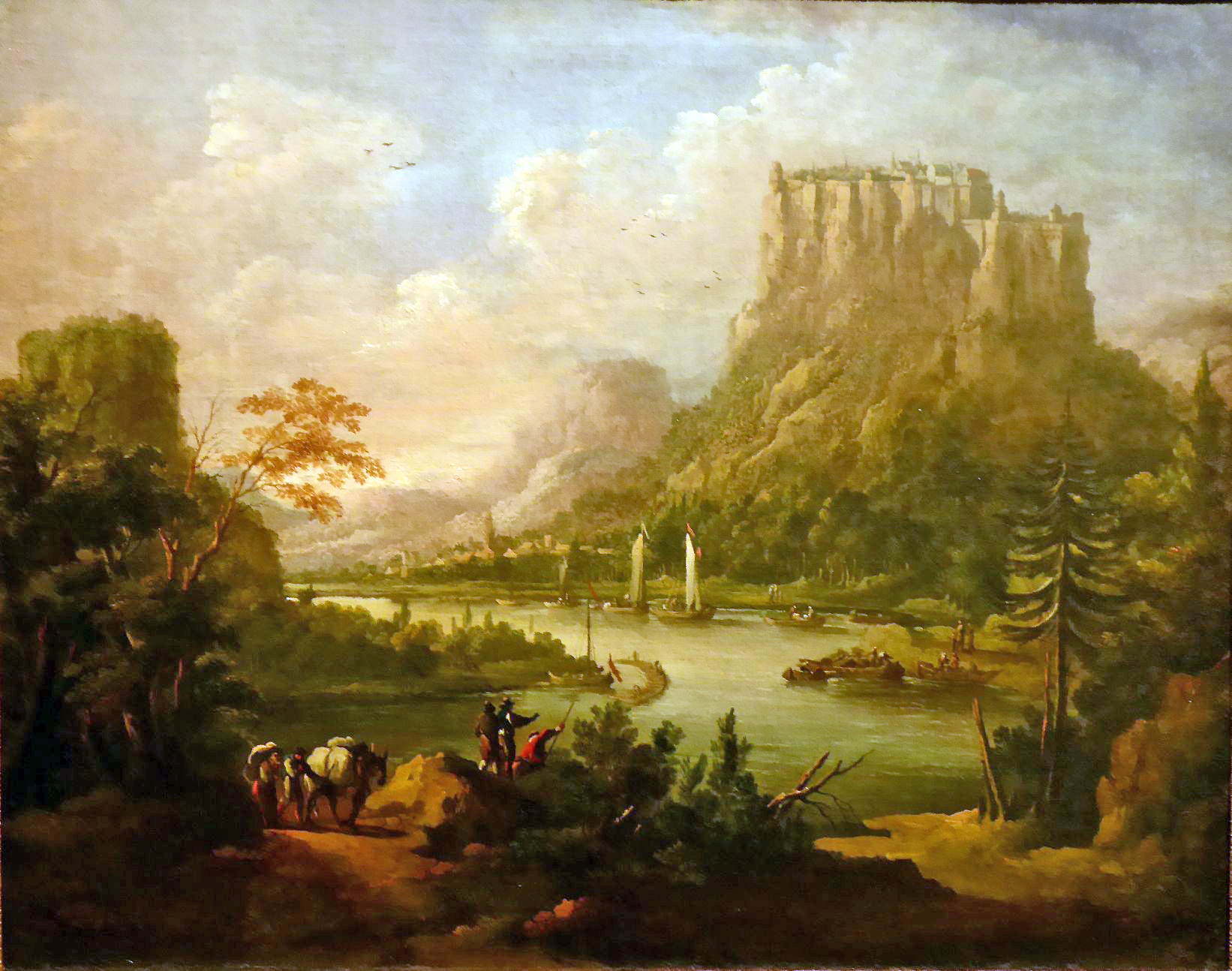
Elblandschaft mit Königstein

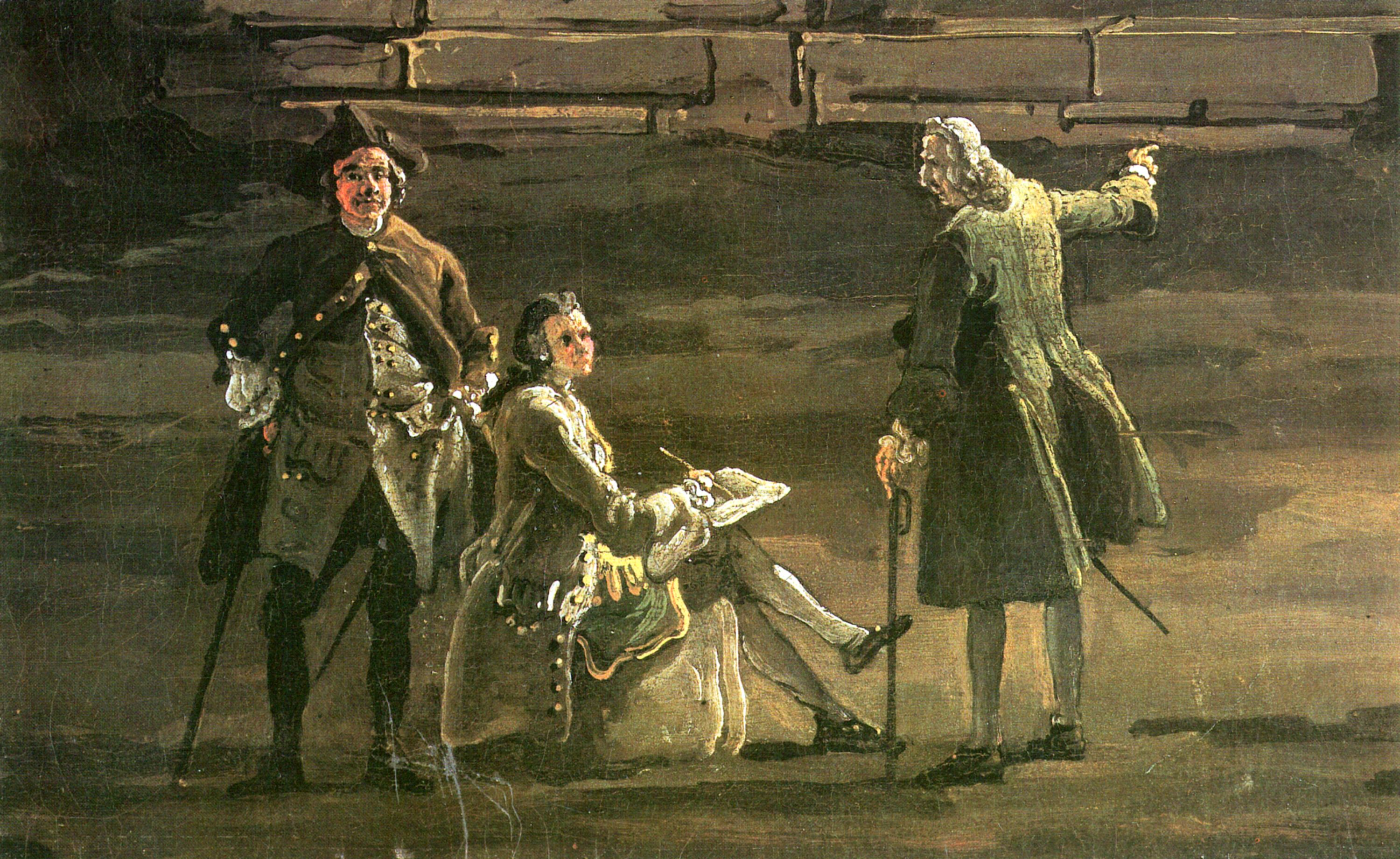
Thiele mit Canaletto und Dietrich (v. rechts), von Canaletto

Nach einer fünfjährigen Lehre als Buchdrucker in seiner Geburtsstadt Erfurt heiratete Thiele 1710 in Arnstadt Clara Benigna Dönicke. 1715 ging Thiele als autodidaktischer Kopist von Landschaftsgemälden nach Dresden, wo er bei Adam Manyoki lernte. Einen Carnival Comique im Dresdner Zwinger 1722 stellte er auf seinen ersten Bildern dar. Viele seiner folgenden Gemälde waren für den sächsischen Minister Jacob Heinrich von Flemming und seine Sammlung.
Als Flemming als Auftraggeber 1728 starb, ging Thiele zurück nach Arnstadt. 1729 wurde er dort Hofmaler von Fürst Günther I. zu Schwarzburg-Sondershausen, arbeitete auch für die Höfe in Braunschweig und Kassel. Kurz vor dessen Tod 1740 erwuchs Thiele mit dem Grafen Heinrich von Brühl ein neuer Gönner, 1738 wurde Thiele in Dresden zum kursächsischen Hofmaler Augusts III. ernannt.
Er war ein geschätzter Maler von Landschafts-Prospekten. So musste Thiele pro Jahr vier Landschafts-Gemälde abliefern, er erhielt dafür nebst freier Logis 1000 Thaler in je vier Raten. Nacheinander entstanden zwischen 1739 und 1746 unter anderem seine böhmischen Landschaften, das Osterzgebirge, der Berg Oybin und Zittau sowie eine Ansicht von Dresden mit der Augustusbrücke. Von Johann Alexander Thiele stammen auch die ersten künstlerischen Ansichten der Lößnitzlandschaft.
Seine Frau Clara Benigna starb Anfang der 1740er Jahre, 1743 heiratete er die Witwe Dorothea Sophia Axt, im gleichen Jahr erhielt er den Titel eines Hofkommissars. 1752 starb Thiele, beerdigt wurde er auf dem Neustädter Friedhof.
1755, drei Jahre nach Thieles Tod, würdigte ihn der Kunsttheoretiker und -sammler Christian Ludwig von Hagedorn in einer Biografie. Mit „geschärftestem Auge“ habe der Maler atmosphärische Prospekte des Elbtals zwischen Meißen, Dresden, Pirna bis hin zur Festung Königstein festgehalten, ebenso wie das Erzgebirge oder das Saaletal.
Eine weitere Würdigung erhielt Thiele durch den in Dresden tätigen Venezianer Bernardo Bellotto (Canaletto), der   im mittleren Bildvordergrund seiner ersten großen Dresden-Vedute Thiele und seinen Schüler Christian Wilhelm Ernst Dietrich abbildete, wie sie dem zeichnenden Canaletto selbst die topografischen Besonderheiten von Dresden zeigten.
Thieles Sohn Johann Friedrich Alexander Thiele (1747–1803) griff später das Kompositionsprinzip seines Vaters auf, indem er reale Stadtansichten mit frei erfundenen Landschaften umrahmte.

## Einzelnachweise

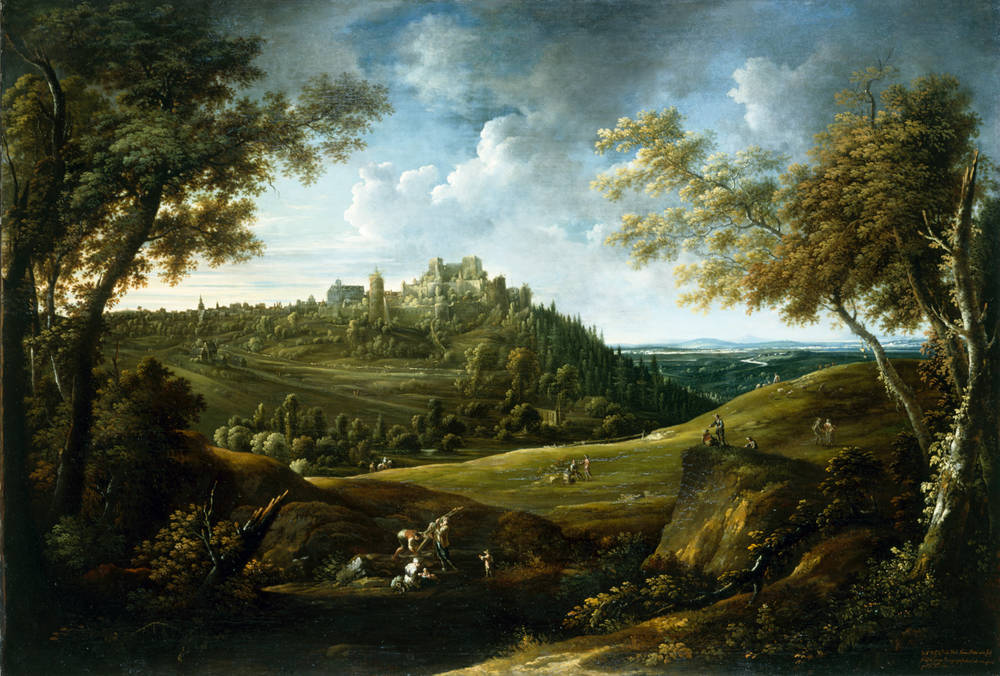
Burg und Stadt Frauenstein
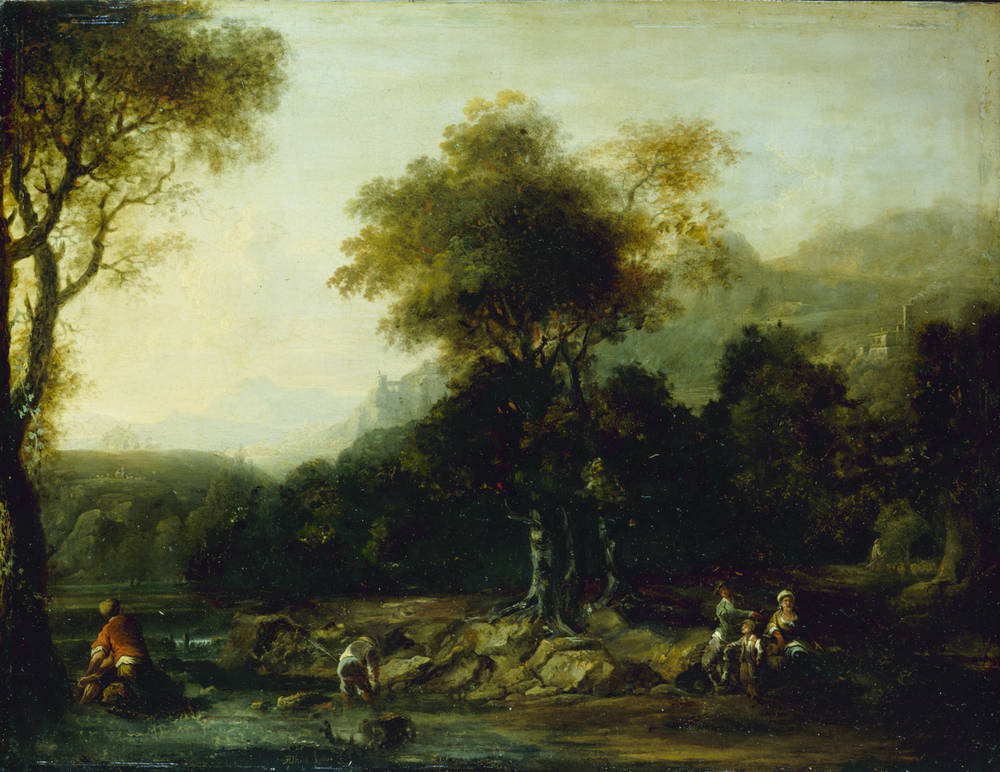
Flusslandschaft mit Fischern 1720